# Перформативный текст
В философии языка понятие перформатива концептуализирует то, что устный или письменный текст может вызвать в человеческом взаимодействии.

## Историческое развитие
В 1950-х годах философ языка Джон Лэнгшо Остин ввёл термин «перформатив», чтобы пояснить, что «сказать что-то — значит сделать что-то». Развивая эту идею, учёные теоретизировали о связи устного или письменного текста с его более широким контекстом, то есть со всем, что находится за пределами самого текста. Вопрос о том, можно ли отделить перформатив от ситуации, в которой он возник, актуален, когда речь идёт, например, о статусе индивидуальных намерений или речи как ресурса власти. Сегодня в исследованиях существуют два основных теоретических направления. Одно подчёркивает предопределённые конвенции, окружающие перформативное высказывание, и чёткое различие между текстом и контекстом. Другое подчёркивает активное конструирование реальности посредством устных и письменных текстов и связано с теориями субъектности и дискурса. Идеи о перформансе и тексте способствовали перформативному повороту в общественных и гуманитарных науках, доказав их методологическое использование, например, в интерпретации исторических текстов.